# الباقرة
الباقرة وهي قرية من قرى محافظة بيشة التابعة إلى منطقة عسير في المملكة العربية السعودية.

## التسمية والموقع
البَاقِرَةُ بفتح الباء وكسر القاف بعد الألف و فتح الراء مع إهمال لفظ الهاء وهي إحدى قرى بني منبه من شهران والواقعة على جانب وادي بيشة شمال شرق مركز الحازمي بمسافة 15 كيلاً، كما تقع على الطرق المقابل من مدينة بيشة غرب وادي بيشة وتبعد عم مركز مدينة بيشة حوالي 17 كيلو متر على الطريق الإسفلتي.
تضم القرية أيضاً عدداً من المدارس وومنتجعاً وثم العديد من الأراضي والمنشآت الزراعية.